# استمطار
الاستمطار، والمعروف أيضًا باسم المطر الصناعي، هي محاولة لاستجلاب أو زيادة هطول الأمطار صناعيًا، عادةً لدرء الجفاف أو الاحتباس الحراري على نطاق أوسع. وفقًا للخصائص الفيزيائية المختلفة للسحب، يمكن القيام بذلك باستخدام الطائرات أو الصواريخ لتلقيح السحب باستخدام محفزات مثل الثلج الجاف، ويوديد الفضة ومسحوق الملح، لجعل السحب تمطر أو زيادة هطول الأمطار، أو لإزالة أو تخفيف الجفاف في الأراضي الزراعية، أو لزيادة مياه الري في الخزانات أو سعة إمدادات المياه، أو لزيادة مستويات المياه لتوليد الطاقة الكهرومائية، أو حتى لحل مشكلة الاحتباس الحراري .
في الولايات المتحدة، حاولت العروض المتنقلة الاستمطار. مُورِسَتْ على الحدود الأمريكية، ولكن ربما وصل إلى ذروته خلال فترة قصعة الغبار في غرب الولايات المتحدة وغربها الأوسط في الثلاثينيات. صُوِّرت هذه الممارسة في فيلم عام 1956 صانع المطر. تضاءلت محاولات جلب المطر مباشرة مع تطور علم الأرصاد الجوية، وقوانين مكافحة الاحتيال، وتحسين التنبؤ بالطقس، مع بعض الاستثناءات مثل تلقيح السحب وأشكال الصلاة بما في ذلك رقصات المطر، والتي لا تزال تمارس حتى اليوم. صلاة الاستسقاء هي أيضًا ممارسة ثقافية شائعة لدى المسلمين والمسيحيين. في بعض المناطق المسيحية، يُعتقد أن رجال الدين في الكنيسة الأرثوذكسية الشرقية يمتلكون القدرة على إيقاف المطر، وجلب البَرَد إلى مزارع النفوس الضالة، وكذلك جلب المطر عندما يقصر موسم الأمطار.